# Standard (Zweden)
Standard was een Zweeds bedrijf van Martin Henriksson dat in feite Testi- en Cimatti-bromfietsen onder deze merknaam verkocht, een vorm van badge-engineering.